# Vogelsang (Ottobeuren)
Vogelsang ist ein Ortsteil des oberschwäbischen Marktes Ottobeuren im Landkreis Unterallgäu.

## Geographie
Der Weiler Vogelsang liegt etwa sieben Kilometer südöstlich von Ottobeuren. Der Ort ist durch die Kreisstraße MN 31 mit dem Hauptort verbunden.

## Geschichte
Vogelsang wurde erstmals 1466 urkundlich erwähnt. Im selben Jahr ging der Ort von Hans von Stein an das Kloster Ottobeuren. 1564 hatte der Weiler 19 Einwohner. Bei der Volkszählung 1961 hatte der Ort drei Wohngebäude und 18 Einwohner.

## Zugehörigkeit
Vogelsang gehörte zur Gemeinde Ollarzried und wurde mit dieser im Zuge der Gebietsreform in Bayern am 1. Juli 1972 in den Markt Ottobeuren eingegliedert.